# Wentylator osiowy normalny
Wentylator osiowy normalny – najbardziej typowa konstrukcja wentylatora osiowego.
W konstrukcji przypomina dmuchawę lub sprężarkę osiową. Odmienna konstrukcja kierownicy lub jej całkowity brak powoduje większy, niż w innych tego typu urządzeniach, udział energii kinetycznej w całkowitej energii gazu. Praca wentylatora osiowego cechuje się małym przyrostem ciśnienia oraz stosunkowo dużą wydajnością. Jest cichy, może działać w trybie ciągłym, ma wysoką efektywność przy stosunkowo niskim oporze. Bardzo często jest wykorzystywany w systemie wentylacji garażowej.
Wentylatory osiowe produkuje się w różnych wielkościach. Ich parametry leżą w zakresie:
wydajność Q – 0.15 do 400 [m3/s]
spiętrzenie całkowite Δp – 150 do 6000 [Pa]
sprawność η – 0.7 do 0.9.
Wentylatory osiowe znajdują zastosowanie w instalacjach wentylacyjnych, klimatyzacyjnych, odpylających i innych aplikacjach przemysłowych.